# Região da Uva e Vinho

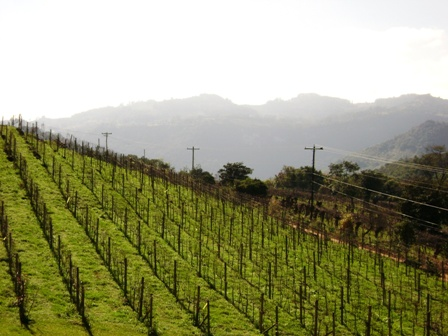
Paesaggio vitivinicolo in inverno del 2007, nella Vale dos Vinhedos, nei pressi di Bento Gonçalves

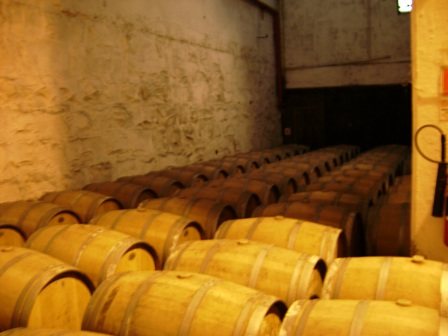
Barili in una cantina di Bento Gonçalves

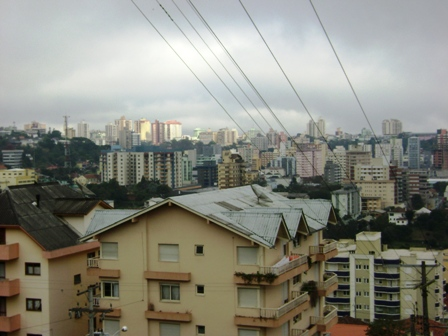
Vista parziale di Bento Gonçalves

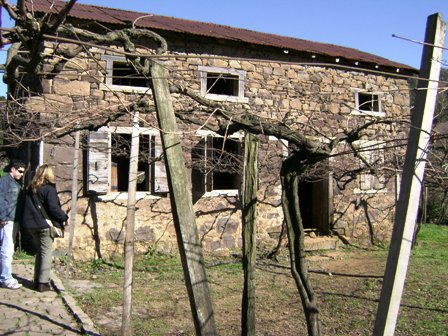
Casa di Pietra, parte del percorso turistico "Caminhos de Pedra" nel distretto di Pinto Bandeira (Bento Gonçalves)

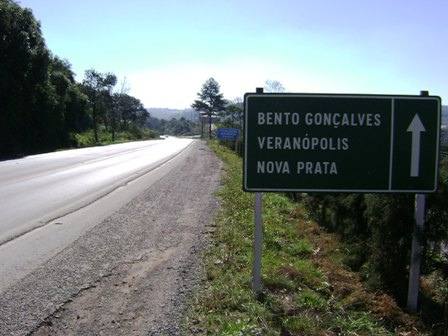
Segnale sulla RST-470, nei pressi di Bento Gonçalves

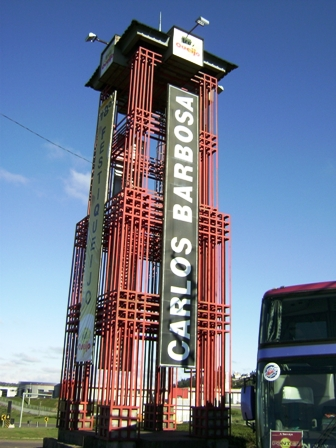
Ingresso di Carlos Barbosa

La Regione del Vino e dell'Uva è una zona turistica brasiliana situata a nord-est dello stato del Rio Grande do Sul. Comprende comuni con la più alta produzione di uva e vino nel paese. Questa condizione ha trasformato la regione in uno dei poli turistici più importanti del Rio Grande do Sul, attirando centinaia di migliaia di turisti dal Rio Grande do Sul, da altri stati brasiliani e persino da altri paesi.

## Storia

### Colonizzazione italiana
Il fattore determinante per il profilo attuale dell'occupazione umana della regione è stata la colonizzazione da parte degli immigrati italiani negli ultimi decenni del XIX secolo. Attraverso il loro sistema di colonia, producendo uva (introducendo varietà di frutta precedentemente sconosciute in Brasile) e vino (prodotti artigianalmente) in piccole proprietà, sono cresciuti durante il XX secolo. Hanno adottato nuovi metodi di vinificazione e sfruttato un eccellente potenziale turistico preservando nel contempo le tradizioni dei loro antenati. Queste tradizioni includono case di pietra, produzione casalinga di pasta, polenta, piccoli polli arrosto (galeto) e pane; giochi tipici come il truco; consumo moderato di vino (contribuendo a una delle aspettative di vita più alte in Brasile per gli abitanti di Veranópolis); musica tradizionale come la famosa Mérica, Mérica!; e il dialetto veneto, tra gli altri.

## Rilievo
Con terreni oltre i 600 metri, la Regione del Vino e dell'Uva si trova all'interno dell'Altopiano Basaltico e dell'Altopiano Meridionale. Presenta alcune valli, come il Rio das Antas, dove si trova il più grande ponte ad arco del mondo, la Ponte Ernesto Dornelles, al confine tra Bento Gonçalves e Veranópolis.

## Clima
Subtropicale, con estati miti e inverni rigidi (le temperature scendono facilmente a 0 gradi Celsius). Le precipitazioni sono distribuite in modo regolare.

## Economia
Con 83 cantine (sia a conduzione familiare che grandi imprese), dove i visitatori possono apprendere il processo di trasformazione dell'uva e la produzione di vino e spumante, e assaporare i risultati finali, la Regione del Vino e dell'Uva ha guadagnato crescente rilevanza nazionale nei settori economico e turistico.

## Comuni
- André da Rocha[9]
- Antônio Prado[9]
- Bento Gonçalves
- Carlos Barbosa
- Casca
- Caxias do Sul
- Coronel Pilar
- Cotiporã
- Fagundes Varela
- Farroupilha
- Flores da Cunha
- Garibaldi
- Guaporé
- Ipê
- Maraú
- Monte Belo
- do Sul
- Nova Araçá
- Nova Bassano
- Nova Pádua
- Nova Prata
- Nova Roma do Sul
- Pinto Bandeira
- Protásio Alves
- Santa Teresa
- Santo Antônio do Palma
- São Marcos
- São Valentim do Sul
- São Vendelino
- Serafina Corrêa
- União da Serra
- Veranópolis
- Vila Flores[9]
- Vila Maria[9]
- Vista Alegre do Prata[9]